# Friedrich Siegmund Wolff
Friedrich Siegmund Wolff (auch Friedrich Siegmund Wolf) (* 5. März 1799 in Schmalkalden; † 22. April 1848 ebenda) war ein deutscher Bürgermeister und Mitglied der Kurhessischen Ständeversammlung.

## Leben
Friedrich Siegmund Wolff wurde als Sohn des Bergkommissars Georg Friedrich Wolff und dessen Ehefrau Arnoldine Charlotte Weißel geboren. Er absolvierte ein Jurastudium, wurde Anwalt am Landgericht Fulda und engagierte sich in der Kommunalpolitik. Er wurde in seinem Heimatort Schmalkalden Bürgermeister.
Von 1836 bis 1838 war er Mitglied der Kurhessischen Ständeversammlung. Nach den Unruhen in den Jahren 1830/1831 wurde die Kurhessische Ständeversammlung zum Zwecke der Verabschiedung einer Verfassung konstituiert. Sie folgte den Landständen, die zwar weiterhin bestanden, aber faktisch keine Macht mehr hatten.